# Mooringen
Mooringen (plattdeutsch Mooringen) ist ein Ortsteil der Gemeinde Lilienthal im Landkreis Osterholz in Niedersachsen.

## Geographie
Der Ort liegt einen Kilometer südlich von Worpswede, acht Kilometer nordöstlich von Lilienthal und neun Kilometer südöstlich von Osterholz-Scharmbeck. Der Ort wird nördlich durch den Semkenfahrt begrenzt.

## Geschichte
Mooringen wurde 1778 im Zuge der Moorkolonisierung gegründet. Im Jahr 1789 wird angegeben, dass der Ort bisher aus zwei Häusern mit elf Einwohnern, darunter sechs Kindern, bestehe, zwanzig weitere Häuser seien vorgesehen.